# 生物轉化
生物轉化（biotransformation）又稱代謝轉化(metabolic transformation)，是化合物在體內經酵素催化或非酵素作用下所發生的生化修飾過程。生物转化能藉由全细胞、其裂解液或纯化后的酵素来进行。在药理学，也指藥物在發揮藥效後要排出體外時，所產生的結構改變。
毒性化學物質若是水溶性物質，則可由腎臟排出。若為脂溶性物質，則需要經過代謝過程後才能夠由腎臟排出。目的是將非極性的物質，轉變成為極性的物質；脂溶性高的轉化成脂溶性低的物質，以便被腎臟過濾或分泌排出去。而肝臟是體內負責生物轉化作用最主要的器官。